# Los Problemas
Los Problemas fue un grupo de música pop español fundado en Madrid por Enrique Urquijo e Iñaki Conejero. Cada uno de ellos aportó componentes a la banda, Pedro y Fermín por parte de Enrique y Begoña por parte de Iñaki. Con Los Problemas, Enrique daba rienda suelta a sus gustos más personales, tocaba rancheras, versiones y temas propios. Enrique Urquijo y Los Problemas actuaban en bares y pequeños locales y grabaron dos álbumes de estudio en 1993 y 1998.
Numerosos amigos y colaboradores de Enrique, incluyendo algunos miembros de Los Secretos, participaron en algún momento en Los Problemas, como Álvaro Urquijo, Ramón Arroyo y Jesús Redondo. También se contó con la colaboración del artista estadounidense Jackson Browne en el tema Sólo pienso en ti para el segundo álbum de Los problemas.

## Discografía

### Álbumes de estudio
- Enrique Urquijo y Los Problemas (1993).
- Desde que no nos vemos (1998).

### Recopilatorios
- Lo mejor de Enrique Urquijo y Los Problemas (2001).